# 汤祊德
汤枋德（1927年—2004年），男，浙江武义人，中华人民共和国昆虫学家。

## 生平
1945年至1949年，汤枋德在浙江大学农学院学习。1949年5月，在杭州参加工作，任华东军政干校浙江干校学术组组长。同年9月，任东北农业研究所植保系昆虫组组长。1950年，加入中国昆虫学会，汤枋德主要从事在蚧虫学研究。1952年9月，汤枋德加入中国民主同盟。1951年9月，任北京农业大学植保系讲师。1958年3月后，任山西农业大学植保系讲师、副教授、教授、山西省植保学会副理事长。1983年，任山西省昆虫协会理事长。1983年4月，当选山西省政协第五届委员会副主席。1984年10月，加入中国共产党。1985年，任山西农业大学昆虫研究所所长。1987年，任中国昆虫学会理事。1992年6月，在民盟山西省第六次代表大会上，当选民盟山西省第六届委员会副主任委员。1993年1月，当选山西省政协第七届委员会副主席。1997年，任民盟山西省委会名誉副主委。 